# Боннер-Спрінгс (Канзас)
Боннер-Спрінгс (англ. Bonner Springs) — місто (англ. city) в США, в округах Ваяндотт, Джонсон і Лівенворт штату Канзас. Населення — 7837 осіб (2020).

## Географія
Боннер-Спрінгс розташований за координатами 39°4′31″ пн. ш. 94°52′18″ зх. д. / 39.07528° пн. ш. 94.87167° зх. д. (39.075344, -94.871635).  За даними Бюро перепису населення США в 2010 році місто мало площу 41,66 км², з яких 40,74 км² — суходіл та 0,93 км² — водойми.

### Клімат
| Клімат : Боннер-Спрінгс | Клімат : Боннер-Спрінгс | Клімат : Боннер-Спрінгс | Клімат : Боннер-Спрінгс | Клімат : Боннер-Спрінгс | Клімат : Боннер-Спрінгс | Клімат : Боннер-Спрінгс | Клімат : Боннер-Спрінгс | Клімат : Боннер-Спрінгс | Клімат : Боннер-Спрінгс | Клімат : Боннер-Спрінгс | Клімат : Боннер-Спрінгс | Клімат : Боннер-Спрінгс | Клімат : Боннер-Спрінгс |
| Показник                | Січ.                    | Лют.                    | Бер.                    | Квіт.                   | Трав.                   | Черв.                   | Лип.                    | Серп.                   | Вер.                    | Жовт.                   | Лист.                   | Груд.                   | Рік                     |
| Абсолютний максимум, °C | 23,3                    | 27,2                    | 29,4                    | 32,8                    | 35,0                    | 40,6                    | 45,6                    | 41,7                    | 41,1                    | 36,7                    | 28,9                    | 24,4                    | 45,6                    |
| Середній максимум, °C   | 3,3                     | 7,2                     | 13,3                    | 19,4                    | 24,4                    | 28,9                    | 31,7                    | 31,1                    | 26,7                    | 20,6                    | 12,2                    | 5,6                     | 19,4                    |
| Середній мінімум, °C    | −6,7                    | −3,9                    | 1,7                     | 7,2                     | 12,8                    | 17,8                    | 20,6                    | 19,4                    | 14,4                    | 8,3                     | 1,7                     | −4,4                    | 7,2                     |
| Абсолютний мінімум, °C  | −27,8                   | −24,4                   | −22,2                   | −10,6                   | −1,1                    | 6,1                     | 8,9                     | 7,8                     | −1,1                    | −7,8                    | −17,2                   | −30                     | −30                     |
| Норма опадів, мм        | 32                      | 32                      | 70                      | 96                      | 137                     | 133                     | 102                     | 90                      | 119                     | 88                      | 75                      | 45                      | 1020                    |
| ----------------------- | ----------------------- | ----------------------- | ----------------------- | ----------------------- | ----------------------- | ----------------------- | ----------------------- | ----------------------- | ----------------------- | ----------------------- | ----------------------- | ----------------------- | ----------------------- |
| Джерело:                |                         |                         |                         |                         |                         |                         |                         |                         |                         |                         |                         |                         |                         |

## Демографія
Згідно з переписом 2010 року, у місті мешкало 7314 осіб у 2810 домогосподарствах у складі 1917 родин. Густота населення становила 176 осіб/км².  Було 3025 помешкань (73/км²).
Расовий склад населення:
| - 84,8 % — білих - 5,4 % — чорних або афроамериканців - 0,9 % — корінних американців - 0,5 % — азіатів - 0,1 % — вихідців з тихоокеанських островів - 5,0 % — осіб інших рас |

До двох чи більше рас належало 3,3 %. Частка іспаномовних становила 10,8 % від усіх жителів.
За віковим діапазоном населення розподілялося таким чином: 26,5 % — особи молодші 18 років, 61,7 % — особи у віці 18—64 років, 11,8 % — особи у віці 65 років та старші. Медіана віку мешканця становила 35,7 року. На 100 осіб жіночої статі у місті припадало 91,9 чоловіків;  на 100 жінок у віці від 18 років та старших — 87,7 чоловіків також старших 18 років.
Середній дохід на одне домашнє господарство  становив 63 465 доларів США (медіана — 56 278), а середній дохід на одну сім'ю — 73 131 долар (медіана — 68 906). Медіана доходів становила 43 777 доларів для чоловіків та 38 931 долар для жінок. За межею бідності перебувало 10,4 % осіб, у тому числі 16,0 % дітей у віці до 18 років та 5,8 % осіб у віці 65 років та старших.
Цивільне працевлаштоване населення становило 3605 осіб. Основні галузі зайнятості: освіта, охорона здоров'я та соціальна допомога — 20,0 %, виробництво — 12,4 %, роздрібна торгівля — 12,0 %.